# Noriglio
Noriglio (Norei in dialetto trentino, Orill in cimbro) è una frazione del comune di Rovereto, in provincia di Trento.

## Geografia fisica
La zona di Noriglio è conosciuta per i suoi calcari grigi, rocce sedimentarie con abbondanti resti di fauna bentonica. Fu il geologo tedesco Richard Lepsius nel 1878 a definire questo tipo di roccia come Noriglio facies. Oggi sono note come Calcari grigi di Noriglio, termine coniato dal geologo austro-ungarico Michael Vacek all'inizio del ventesimo secolo.

## Origini del nome
L'etimologia del nome Noriglio deriva dal cimbro: facente parte dei comuni cimbri tale località era chiamata Orill/Oreill. Nella forma dialettale trentina veniva anteposto al nome la preposizione en (in), trasformando Orill/Oreill in En-Oreill; quindi Norei in dialetto e Noriglio in italiano.
Concordemente si pensa che l’etimologia della parola Noriglio derivi dal termine dialettale "orel" cioè imbuto, infatti la zona centrale del paese è un avvallamento che digrada formando vari imbuti.
Alcuni dei nomi delle frazioni che compongono Noriglio derivano da particolari aspetti e caratteristiche delle località in cui sorsero; altri invece derivano da nomi o soprannomi delle famiglie che ci abitavano.

## Storia
La zona di Noriglio fu abitata già nell'epoca romana e forse anche prima (documento esistente presso il Museo civico di Rovereto: è un'ascia di pietra silicea risalente all'età della pietra).
La parte più antica del paese comprende i due abitati del "Maso" chiamati ora Maso Campolongo e Fontani.
Poi si sono sviluppati gli abitati più vicini: Bosco, Campolongo, Costa e Saltaria (parte bassa del Finonchio all'altezza di 400 m. circa); poi sorsero i masi della parte alta del Finonchio (sopra gli 800 m.): Moietto, Cisterna, Canton, Giori, Palvera, Pietra, Gerosa, Pinteri, Schivazappa, Maso Mortal, Manfrini, Senter.
È noto che dalla fine del Duecento per tutto il Trecento la nobile famiglia dei Castelbarco, con i suoi vari rami, ebbe in feudo dal Principe vescovo di Trento, tutta la Vallagarina.
Noriglio quindi che era nel possesso dei conti di Castelbarco, cominciò ad essere abitata da famiglie di origine tedesca, che formarono nuove frazioni: Beccachè, Zaffoni, Pinteri ed altre.
Le frazioni di Pasquali e Toldi si aggregarono a Noriglio più tardi.
Fino al 1927 Noriglio era comune; con un Regio decreto del 2 giugno del 1927, Noriglio fu aggregato, come Marco e Lizzana, al comune di Rovereto.
La strada che collega Rovereto a Noriglio (da piazza Rosmini) è una celebre salita utilizzata gran parte dell'anno da ciclisti professionisti.

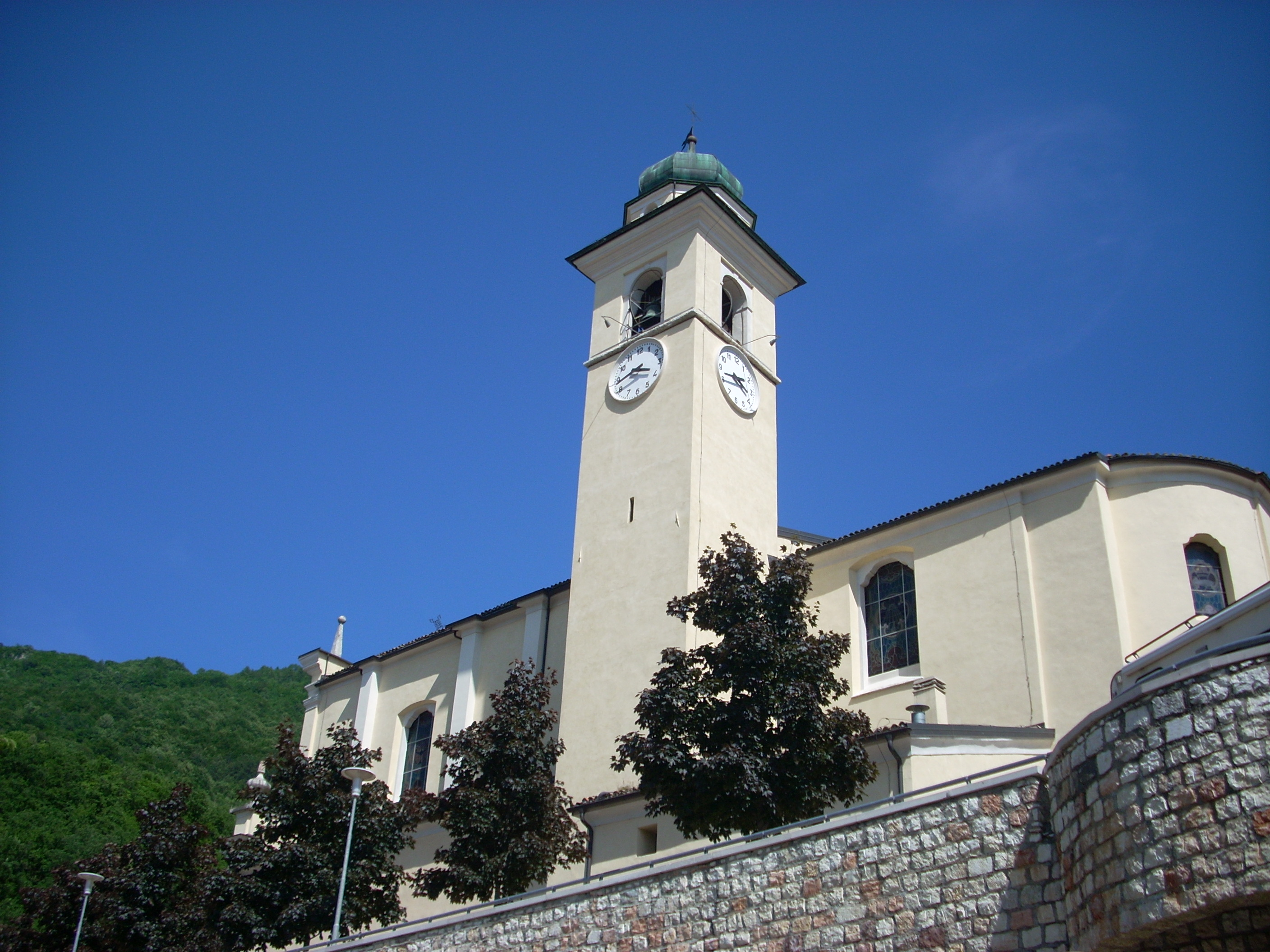
Chiesa parrocchiale di Noriglio

## Monumenti e luoghi d'interesse

### Architetture religiose
- Chiesa di San Martino, edificio del XVIII secolo.
- Piccola cappella dedicata a Sant'Antonio Abate.[5][6]

## Geografia antropica

### Suddivisioni storiche
Storicamente nella frazione ci sono località e masi: Beccachè, Bosco, Campolongo, Cisterna, Costa, Fontani, Fucine, Moietto, Pasquali, Pietra, Pinteri, Saltaria, Sega, Sentér, Strada nòva, Toldi, Valteri, Vignal e Zaffoni.